# Црвенка (Кула)
Црвенка (серб. Црвенка) — село в Сербії, належить до общини Кула Західно-Бацького округу автономного краю Воєводина.

## Населення
Населення села становить 2356 осіб (2002, перепис), з них:
- серби — 7264 — 71,47%
- чорногорці —1313 — 12,91%,
- угорці —493 — 4,85%,
- українці —96 — 0,94%,

живуть також хорвати, югослави, німці, русини та інші.